# Federico Balzaretti
Federico Balzaretti (Torino, 1981. december 6. –) olasz labdarúgó, 2012 óta az AS Roma középpályása.